# Iracema do Oeste
Iracema do Oeste är en kommun i Brasilien.   Den ligger i delstaten Paraná, i den södra delen av landet, 1 100 km sydväst om huvudstaden Brasília. Antalet invånare är 2 578.
Trakten runt Iracema do Oeste består till största delen av jordbruksmark. Runt Iracema do Oeste är det ganska glesbefolkat, med 29 invånare per kvadratkilometer.